# Marta Fernández
Marta Fernández Farrés (ur. 21 grudnia 1981 w Barcelonie) – hiszpańska koszykarka, reprezentantka kraju, grająca na pozycji rzucającego obrońcy.
Do 2010 występowała w Wiśle Can-Pack Kraków.
Obecnie występuje w Perfumerías Avenida Salamanca.
Jest siostrą Rudyego Fernándeza, reprezentanta Hiszpanii oraz byłego zawodnika NBA.

## Osiągnięcia
Na podstawie, o ile nie zaznaczono inaczej.

### Drużynowe
- Mistrzyni:
  - Hiszpanii (2001, 2002, 2004, 2005, 2013)
  - Polski (2008)
- Wicemistrzyni Hiszpanii (2003, 2006, 2011, 2012, 2014, 2015)
- Brązowa medalistka mistrzostw Polski (2009)
- 4. miejsce w Eurolidze (2010, 2011)
- Zdobywczyni:
  - pucharu:
    - Hiszpanii (2002–2004, 2012, 2014, 2015)
    - Polski (2009)

  - superpucharu:
    - Europy (2011)
    - Hiszpanii (2003/04, 2004/05, 2011/12, 2012/13, 2013/14, 2014/15)
    - Polski (2008, 2009)
- Finalistka:
  - pucharu:
    - Polski (2008)
    - Hiszpanii (2011, 2013)

  - superpucharu Polski (2007)

### Indywidualne
- MVP:
  - hiszpańskiej ligi LFB (2006, 2007)
  - Pucharu Hiszpanii (2003)
  - Superpucharu Hiszpanii (2005)
- Najlepsza (według eurobasket.com):
  - zawodniczka krajowa LFB (2006, 2007)[7][8]
  - skrzydłowa LFB (2007)[8]
- Zaliczona do:
  - I składu:
    - debiutantek WNBA (2007)
    - hiszpańskiej ligi LFB (2006, 2007 przez eurobasket.com)[7][8]
    - zawodniczek krajowych LFB (2006, 2007, 2013 przez eurobasket.com)[7][8][9]

  - III składu LFB (2013)[9]
  - honorable mention LFB (2011, 2015)[10][11]

### Reprezentacja
Seniorska
- Brązowa medalistka mistrzostw:
  - świata (2010)
  - Europy (2003, 2005)
  - igrzysk śródziemnomorskich (2001)
- Uczestniczka:
  - mistrzostw świata (2002 – 5. miejsce, 2006 – 8. miejsce, 2010)
  - igrzysk olimpijskich (2004 – 6. miejsce)
- Liderka Eurobasketu w skuteczności rzutów wolnych (2003 – 93,3%)[12]

Młodzieżowe
- Mistrzyni Europy U–18 (1998)
- Uczestniczka mistrzostw Europy:
  - U–20 (2000 – 5. miejsce)
  - U–16 (1997 – 5. miejsce)
- Liderka strzelczyń mistrzostw Europy U–16 (1997)